# Ha Seok-jin
Dans ce nom coréen, le nom de famille, Ha, précède le nom personnel.
Ha Seok-jin (hangeul: 하석진, hanja: 河錫辰) est un acteur sud-coréen, né le 5 mars 1982 à Séoul. Il est mieux connu pour ses rôles dans différentes séries télévisées tels que Drinking Solo et 1% of Something.

## Filmographie

### Au cinéma
- 2006 : See You After School
- 2006 : Sexy Teacher
- 2007 : Unstoppable Marriage
- 2008 : Summer Whispers
- 2016 : Like for Likes

### À la télévision
- 2005 : Sad Love Story
- 2005 : Princess Lulu
- 2006 : Dr. Kkang
- 2006 : Korea Secret Agency
- 2007 : If in Love… Like Them
- 2007 : Hello! Miss
- 2007 : Drama City
- 2008 : I am Happy
- 2009 : What's for Dinner?
- 2010 : The Great Merchant
- 2010 : Once Upon a Time in Saengchori
- 2011 : Can't Lose
- 2011 : If Tomorrow Comes
- 2012 : Standby
- 2012 : Childless Comfort
- 2013 : Shark
- 2013 : Thrice Married Woman
- 2014 : Legendary Witches
- 2015 : D-Day
- 2016 : Iron Lady
- 2016 : Drinking Solo
- 2016 : 1% of Something
- 2017 : Radiant Office
- 2018: Your House Helper
- 2019 : Crash Landing on you
- 2022 : Blind
- 2023 : À l'épreuve du diable

### Sources
- (ko) Cet article est partiellement ou en totalité issu de l’article de Wikipédia en coréen intitulé « 하석진 » (voir la liste des auteurs).